# Пренье
Пренье́ (фр. Preigney) — коммуна во Франции, находится в регионе Франш-Конте. Департамент — Верхняя Сона. Входит в состав кантона Витре-сюр-Манс. Округ коммуны — Везуль.
Код INSEE коммуны — 70423.

## География
Коммуна расположена приблизительно в 290 км к юго-востоку от Парижа, в 65 км севернее Безансона, в 33 км к северо-западу от Везуля.

## Население
Население коммуны на 2010 год составляло 119 человек.
| 1962 | 1968 | 1975 | 1982 | 1990 | 1999 | 2010 |
| ---- | ---- | ---- | ---- | ---- | ---- | ---- |
| 199  | 180  | 148  | 101  | 103  | 103  | 119  |

## Экономика

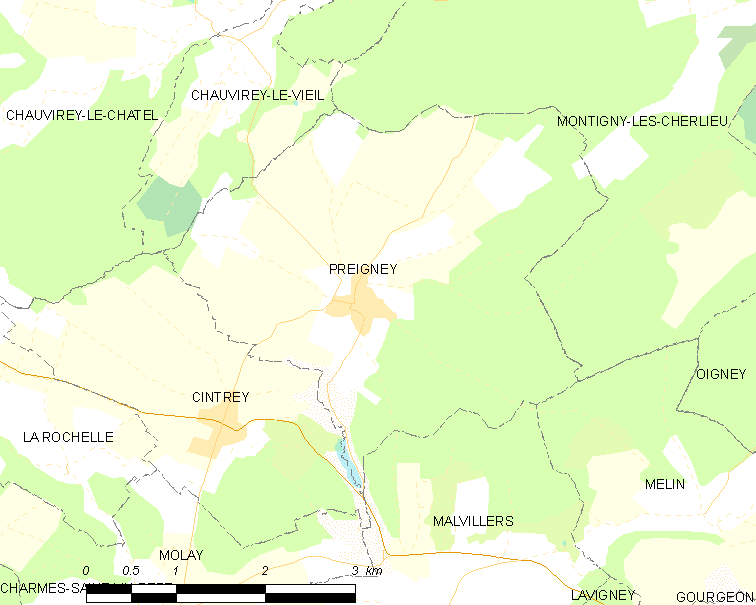
Карта коммуны

В 2010 году среди 69 человек трудоспособного возраста (15—64 лет) 35 были экономически активными, 34 — неактивными (показатель активности — 50,7 %, в 1999 году было 60,0 %). Из 35 активных жителей работали 34 человека (20 мужчин и 14 женщин), безработным был 1 мужчина. Среди 34 неактивных 1 человек был учеником или студентом, 13 — пенсионерами, 20 были неактивными по другим причинам.